# 吕梁 (投资家)
吕梁（1955年—2023年2月24日），又名吕新建，笔名K先生，河北人，中国金融交易市场早期知名的投资人。他是90年代初中国股市著名的庄家，以恶意操纵“中科创业”（深交所代码：000048，今名“京基智农”）的股价而广为人知。

## 生平
吕梁早年是一位自由撰稿人。他也是一位文学和绘画的爱好者，曾在《人民文学》、《东方纪事》等刊物上发表过文章。90年代初，前往深圳炒股，同时撰写股评文章。1992年，深圳发生“8·10事件”，他以反思文章《百万股民“炒深圳”》而轰动全国。不久，他到北京继续炒股、炒期货。1996年，在北京成立“K先生工作室”，以“K先生”的笔名撰写股评、指导他人炒股。
1998年，吕梁与手握“康达尔”90%流通股的庄家朱焕良（人称“朱大户”）达成协议，合谋拉高该股股价。吕梁通过自己的股评，多次“不经意地”提及康达尔。其间，吕、朱二人实际控制的康达尔，不断释放各种利好消息，将经营饲料的康达尔公司宣传成涉及“优质农业、生物医药、网络信息设备、网络电信服务、高技术产业等多个新兴产业领域”的公司。1999年7月，吕梁旗下的公司“中科创业”借壳康达尔上市，将其更名为“中科创业”。吕梁指挥丁福根、董沛霖、何宁一、李芸、边军勇等人，利用自己的信誉进行融资，融资50多亿元炒作中科创业，其股价从最初的9元到达最高时的84元。
2000年2月，吕梁新婚大喜之前，对操盘手说：“你能送我一份特别的礼物吗？”第二天，中科创业的收盘价恰好停在72.88元（谐音为“妻儿发发”）。
在吕梁建仓拉高股价的同时，内幕知情人士通过建“老鼠仓”的方式跟庄，并在股价高位时相继卖出，吕梁的合作者朱焕良也违背了先前的协议，大量出货套现。最终在2000年12月25日导致中科创业股价的暴跌，吕梁亦损失极为惨重。2001年1月1日，吕梁约见《财经时报》总编辑杨浪，详细叙述了自己做庄操纵“中科创业”股价的内幕详情，震惊中国金融界。
2月3日，吕梁被中国警方监视居住。然而他在2月9日从自家的别墅逃脱，此后长期下落不明。根据《财经》报道，他在国内隐姓埋名，曾以“谷子”之名于2008年出版最后一本书《中国梦》。
2003年4月1日，中科创业股价操纵案在北京市第二中级人民法院开庭审理，吕梁被“另案处理”。
2022年，身患膀胱癌的吕梁因身体原因求助于朋友，随后选择向警方自首，同时得到医治，生命得以延续。2023年2月24日，《财经杂志》报道了他去世的消息。

## 相关人物
- 管金生
- 唐万新
- 赵笑云
- 徐翔 (投资家)